# Línguas lapônicas

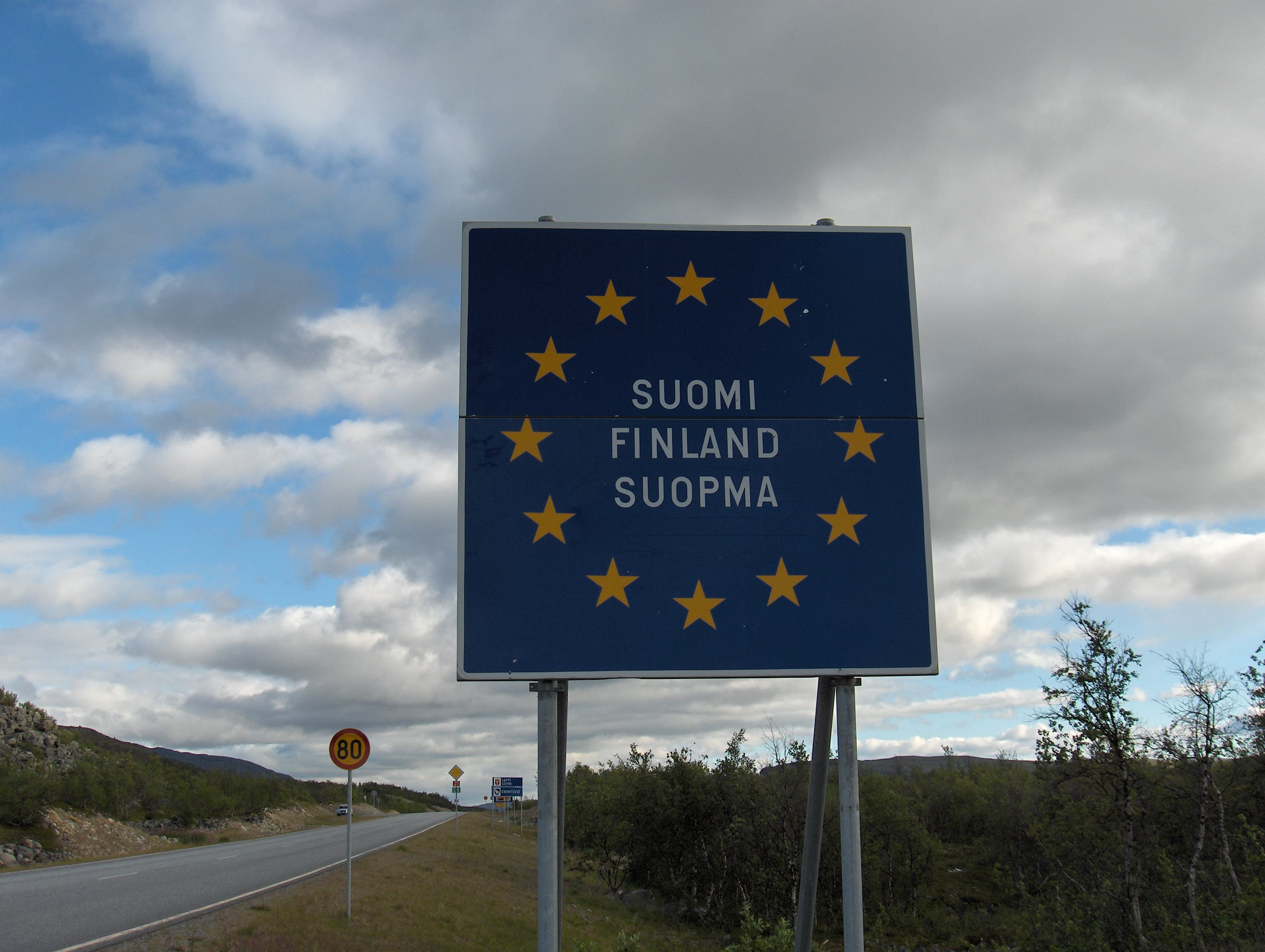
Fronteira entre a Rússia e a Finlândia, sinalizada em finlandês, sueco e lapão

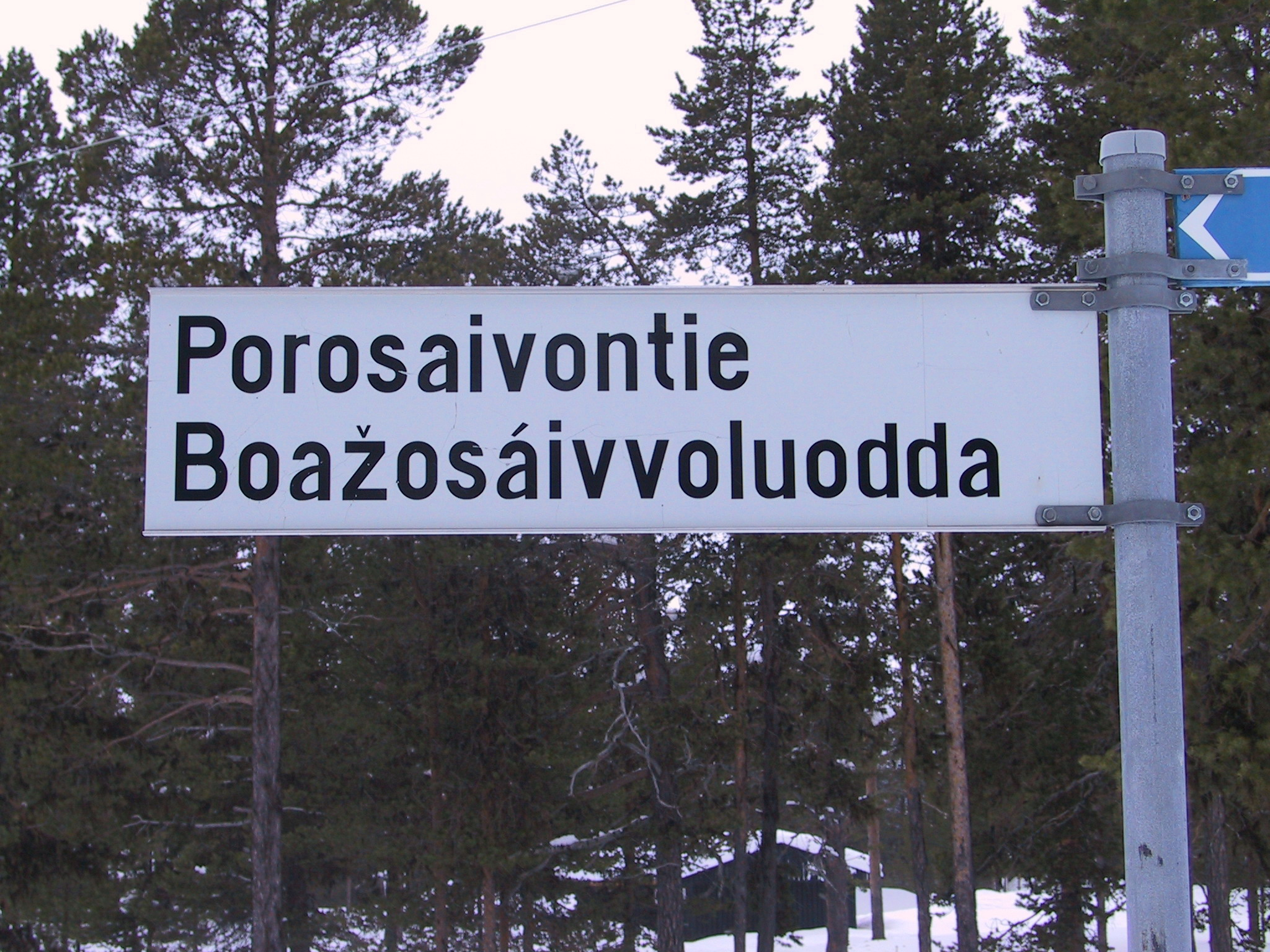
Rua de Enontekiö, na Finlândia, sinalizada em finlandês e lapão

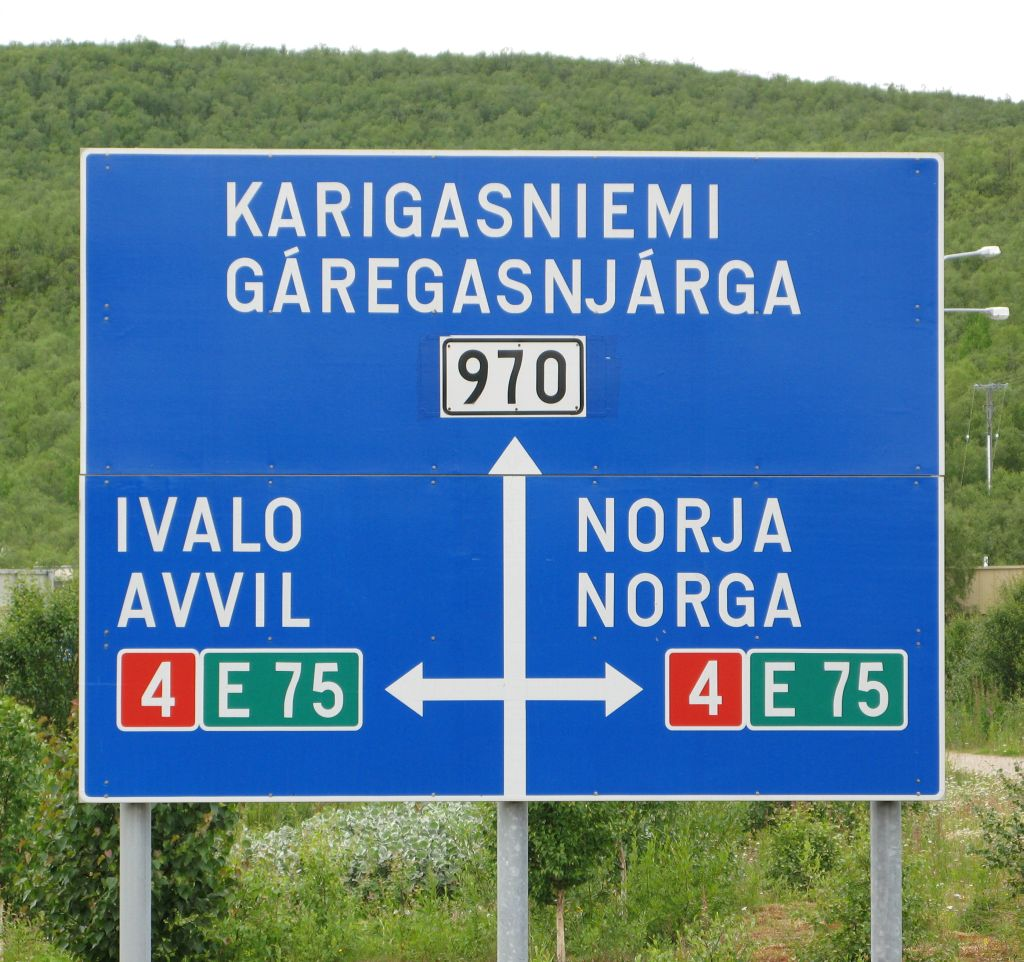
Cruzamento de estradas em Utsjoki, na Finlândia, sinalizada em finlandês e lapão

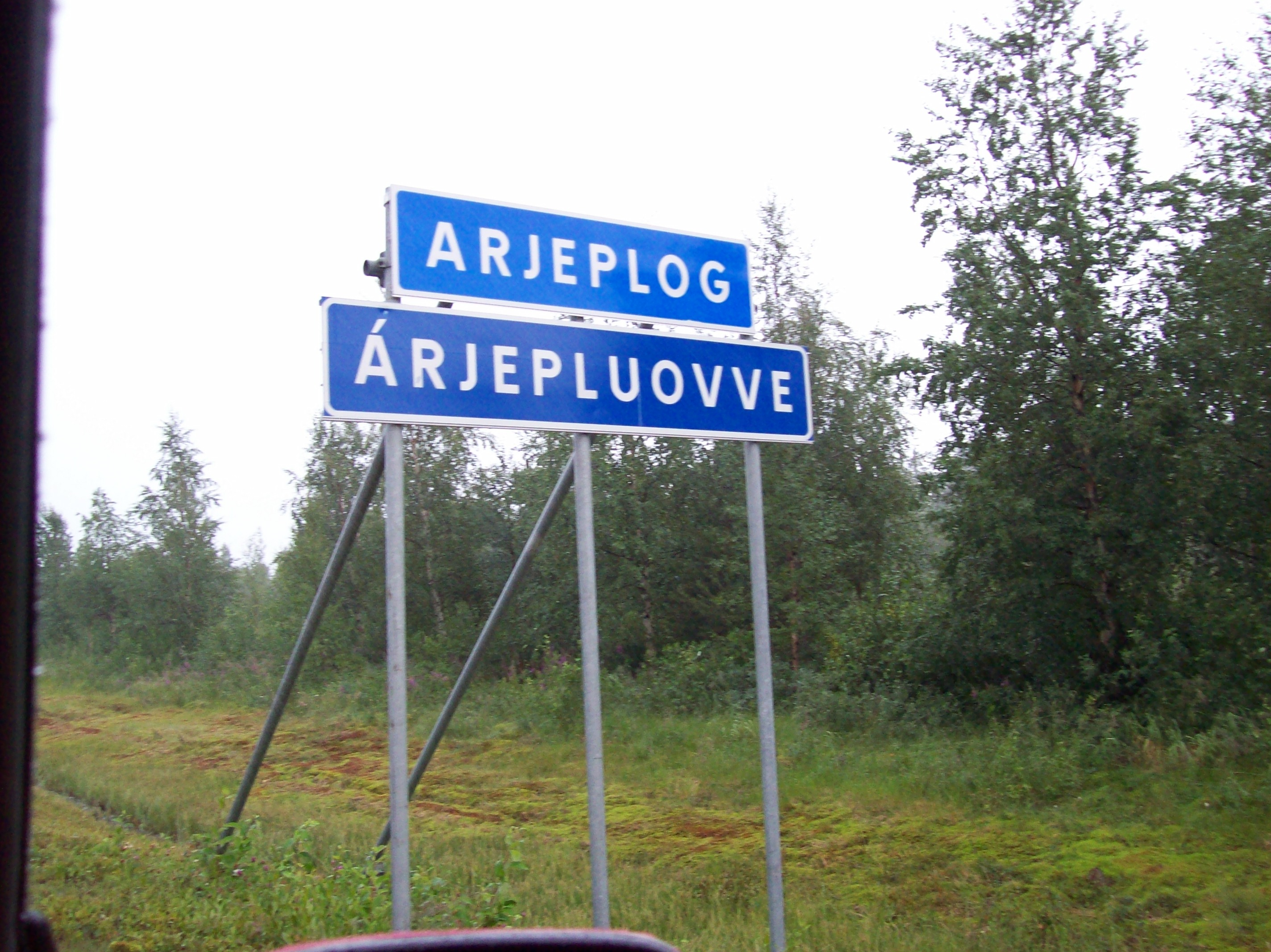
Sinalização de Arjeplog, na Suécia, em sueco e lapão

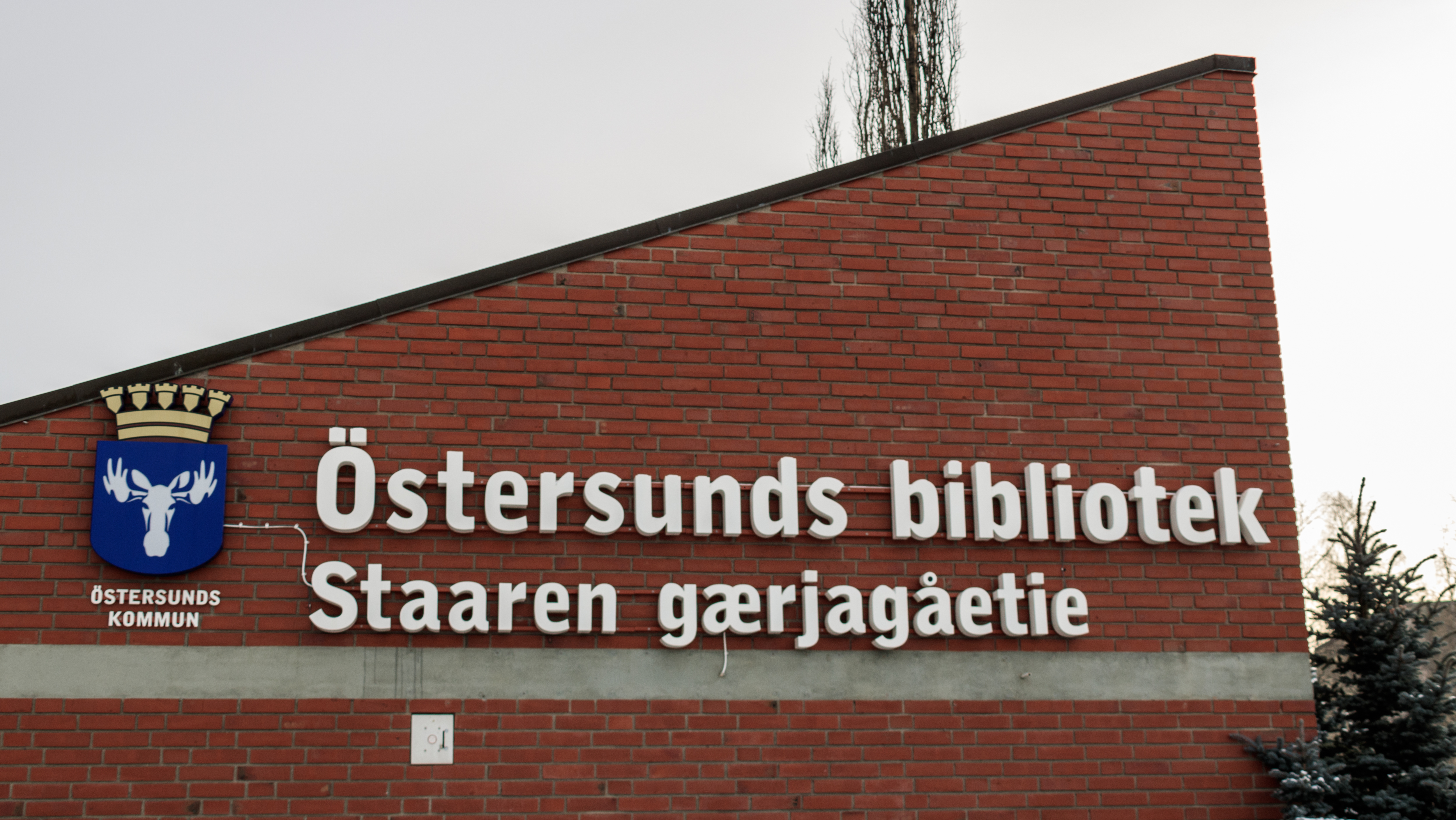
Biblioteca municipal de Östersund, na Suécia, em sueco e lapão

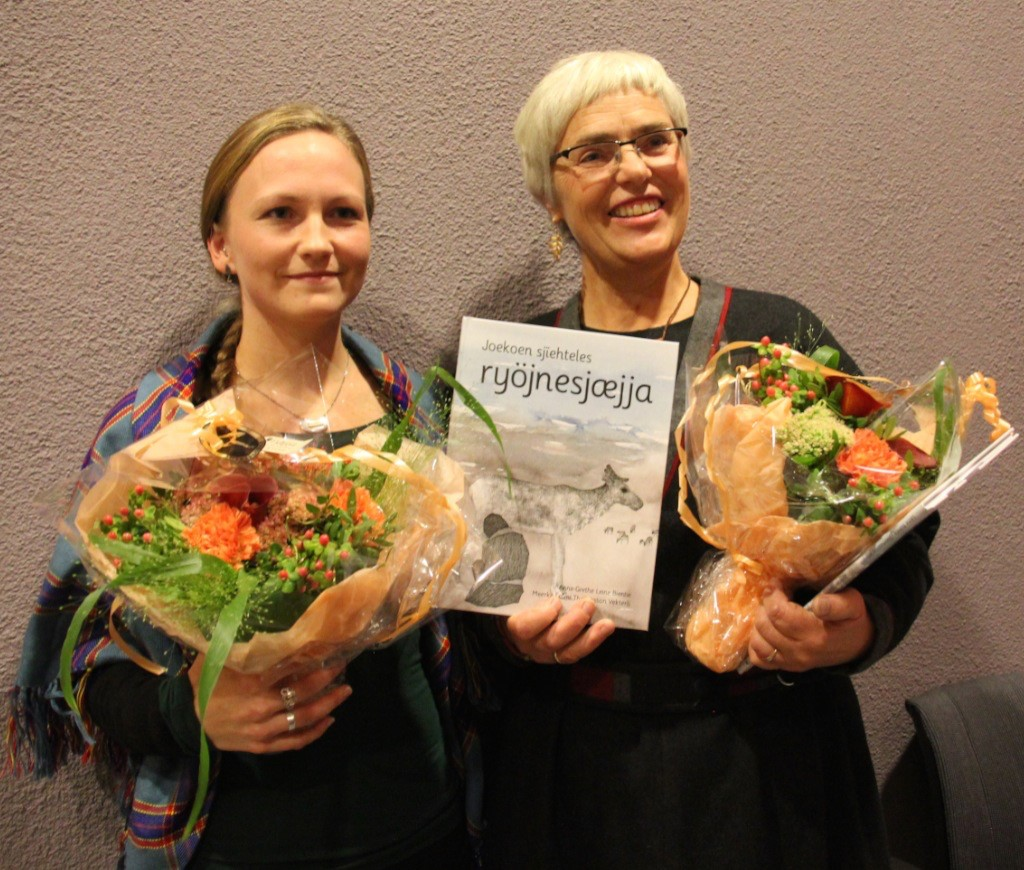
Lançamento do livro «Joekoen sjïehteles ryöjnesjæjja», em lapão, na cidade norueguesa de Røros

O sámi ou lapão (em lapão setentrional: Sámegielat ou sámigiella; em finlandês: saame) é o conjunto de idiomas falados pelos lapões (sámi), um povo residente no norte da Noruega, Suécia, Finlândia e no extremo noroeste da Rússia. É uma língua fino-úgrica, tal como o finlandês, o estoniano e o húngaro.
É muitas vezes erroneamente considerado como uma única língua. Embora haja diferentes opiniões, costumam ser apontados 3 grupos de línguas lapônicas: o Grupo Meridional, o Grupo Central e o Grupo Oriental, compreendendo ao todo uns 9 ou 10 dialetos, vulgarmente chamados variedades.
- Grupo Meridional - falado na Noruega e na Suécia (Lapão meridional, Lapão de Ume e Lapão de Pite).
- Grupo Central - falado na Finlândia, Noruega e Suécia (Lapão setentrional e Lapão de Lule).
- Grupo Oriental - falado na Península de Kola, na Rússia (Lapão de Inari, Lapão escolta, Lapão de Quildim e Lapão de Ter).

O Lapão setentrional ou Sámi do Norte é a variedade que conta com mais falantes, uns 75-85%. As diversas variedades constituem um contínuo, sendo algumas inteligíveis entre si, e outras não.

## Classificação
As línguas lapônias são parte de um ramo da família das Línguas urálicas. Conforme Sammallahti (1998), dentre as línguas urálicas as lapônias são as mais próximas das línguas fino-bálticas, assertiva que foi mais recentemente colocada em dúvida por outros estudiosos que questionam essa proximidade com a língua Proto Balto-Fínica apresenta mais pontos fracos do que até então havia sido suposto (ver T. Salminen  Diferenças de taxonomia das línguas Urálicas à luz de modernos estudos comparativos russos mostram que as similaridades viriam, antes, de influências locais, contatos entre falantes, sobre os lapões a partir de povos Balto-Fínicos.
Quanto a relações internas dentro do grupo lapônio, podem ser identificados dois grupos, das línguas do Leste, das línguas do Oeste; Esse grupos foram sub-divididos em vários sub-grupos, os quais foram ainda divididos em línguas particulares, em trabalhos de Sammallahti (1998: 6-38).
As diversas partições das línguas lapônias formam um contínuo de línguas de áreas vizinhas, as quais são mutuamente inteligíveis, sendo, porém, que as línguas de áreas mais afastadas entre si são cada vez menos mutuamente compreensíveis à medida que se distanciam geograficamente. Entre línguas de localizações bem afastadas não há nenhum entendimento, o que é compreensível. Há, além disso, mais claras distinções entre grupos que não se entendem entre si, em especial nos casos do lapão meridional, de Inari e escolta, cujos grupos falantes se entendem entre si depois de muito estudo e prática.

### Ocidentais
- Lapão setentrional
- Lapão de Ume
- Lapão de Pite
- Lapão de Lule
- Lapão meridional

### Orientais
- Lapão de Inari
- Lapão de Quemi (extinta)
- Lapão escolta
- Lapão de Acala (extinta)
- Lapão de Quildim
- Lapão de Ter

## Geografia
As línguas lapônicas são faladas na região da Lapónia (Sápmi, em lapão), no noroeste da Europa. Esta região abrange quatro países, Noruega, Suécia, Finlândia e Rússia, indo desde a Escandinávia central até o extremo sudoeste da Península de Cola a leste.
Durante a Idade Média e início da Idade Moderna, línguas lapônias hoje já extintas eram faladas nas áreas centrais e sul da Finlândia e na Carélia (Rússia noroeste) e também em mais extensas áreas da península da Escandinávia. Documentos históricos em finlandês, assim como tradições orais da Carélia, contêm muitas menções de habitantes lapões nessas regiões (Itkonen 1947). Há palavras vindas do lapão, incluindo nomes de locais nos dialetos sul Carélios e do finlandês que confirmam a presença no passado dos lapões na área (Koponen 1996; Saarikivi 2004; Aikio 2007). Essas línguas lapônias vieram a se extinguir durante a expansão da agricultura Fino-Carélia.

## História
Uma língua hipotética designada "proto-lapão" deve ter sido formada nas proximidades do Golfo da Finlândia entre 1 000 a.C. e 700 d.C. derivada de uma língua “proto-lapônio-fínica" (M. Korhonen 1981). Daí, T. Salminen (1999) reconstruiu origens dessas proto-línguas como bem próximas as Proto-Urálicas”. Essa proto língua deve ter ser expandido para oeste e para o norte na chamada Fenoscândia durante a Idade do ferro até chegar à Escandinávia central, já numa fase proto-escandinava (Bergsland 1996).
As línguas do grupo lapão foram sendo acrescidas de diversas “camadas” de línguas paleo-europeias desconhecidas desde a época dos “caçadores-coletores”, primeiramente durante a fase dita "proto-lapão" e depois durante a expansão das línguas lapônias rumo a Oeste e Norte da Fenoscândia, para formar o que é hoje o lapão moderno.

## Línguas com escrita
Atualmente há nove línguas lapônias ditas vivas, sendo que as seis mais importantes têm suas próprias literaturas e as três demais não têm formas escritas padronizadas, tendo também poucos falantes, quase todos idosos. O código ISO 639-2 para todas as línguas lapônias sem códigos próprios é "smi".
As seis línguas com escrita são:
- Lapão setentrional – Noruega, Suécia, Finlândia, com 15.000 falantes estimados, o que significa três quartos dos falantes lapões em 2002; ISO 639-2: se/sme
- Lapão de Lule - Noruega, Suécia – segundo maior grupo – 1500 falantes; ISO 639-2: smj
- Lapão meridional - Noruega, Suécia – 500 falantes; sma
- Lapão de Inari – Finlândia – 500 falantes; ISO 639-2: smn
- Lapão escolta – nos distritos Näätämö em Nellim-Keväjärvi em Inari – Finlândia - 400 falante; já foi falada na Rússia e na Noruega; ISO 639-2: sms
- Lapão de Quildim – na Península de Cola – Russia - 650 falantes

As três demais línguas lapônias estão em extinção, havendo da ordem de 10 falantes da língua "lapônia de Ter" em 2004, conforme Tiuraniemi Olli: "Anatoli Zaharov on maapallon ainoa turjansaamea puhuva mies", As outras duas, o "lapão de Pite" e o "lapão de Ume", têm menos de 20 falantes ao todo em 2007. O último falante de "lapão de Akala" faleceu em dezembro de 2003. A décima primeira língua lapônia conhecida, o "lapão de Quemi" no século XIX;

## Ortografias
As Línguas lapônias usam versões do Alfabeto latino. Aqui suas letras adicionais:
| Lapão setentrional:          | Áá Čč Đđ Ŋŋ Šš Ŧŧ Žž                                        |
| Lapão de Inari:              | Áá Ââ Ää Čč Đđ Šš Žž                                        |
| Lapão escolta:               | Áá Ââ Čč Ʒʒ Ǯǯ Đđ Ǧǧ Ǥǥ Ǩǩ Ŋŋ Õõ Šš Žž Åå Ää (+ Suavização) |
| Lapão de Lule na Suécia:     | Áá Åå Ńń Ää                                                 |
| Lapão de Lule na Noruega:    | Áá Åå Ńń Ææ                                                 |
| Lapão meridional na Suécia:  | Ïï Ää Öö Åå                                                 |
| Lapão meridional na Noruega: | Ïï Ææ Øø Åå                                                 |
Observar que a letra Đ é um D maiúsculo cortado (Unicode U+0110), não sendo o mesmo quase idêntico e parcialmente cortado “eth” (Ð; U+00D0) do Islandês, Feroês ou do “Inglês arcaico”. Os caracteres adicionais do lapão meridional da Noruega e da Suécia são os mesmos. O lapão de Quildim usa uma versão estendida do Alfabeto cirílico: Аа Ӓӓ Бб Вв Гг Дд Ее Ёё Жж Зз Ии Йй Ӣӣ  Кк Лл Ӆӆ Мм Ӎӎ Нн Ӊӊ Ӈӈ Оо Пп Рр Ҏҏ Сс Тт Уу Фф Хх Цц Чч Шш Щщ Ъъ Ыы Ьь Ҍҍ Ээ Ӭӭ Юю Яя Јј Ѣѣ ʼ. Também utiliza "mácrons" sobre algumas letras. O lapão escolta usa (U+02CA) como um sinal de suavização, às vezes substituído pelo (U+00B4).

## Status oficial
Conforme artigo 110a da Constituição da Noruega: "É de responsabilidade das autoridades do Estado criar condições que permitam ao povo lapão preservar e desenvolver sua linguagem, cultura e modo de vida". Desde 1990, o lapão é língua oficial nas municipalidades norueguesas de Kautokeino, Karasjok, Gáivuotna (Kåfjord), Nesseby, Porsanger, Tana, Tysfjord, Snåsa. Na Finlândia, o Ato da Língua Lapônia de 1991 garantiu aos lapões o direito de usar sua língua em todos serviços governamentais. No Novo Ato da Língua em 2003 se fez o lapão a língua oficial nas municipalidades finlandesas de Enontekiö, Inari, Sodankylä e Utsjoki. Em abril de 2002, o lapão foi reconhecido como oficial na Suécia em cinco municipalidades de minorias étnicas, podendo ser usada no trato com autoridades governamentais em Arjeplog, Gällivare, Jokkmokk e Quiruna. Há parlamentos lapões na Finlândia, Noruega e Suécia.

## Outras referências
- Itkonen, T. I. 1947. Lapparnas förekomst i Finland. - Ymer: 43–57. Stockholm.
- Koponen, Eino 1996. Lappische Lehnwörter im Finnischen und Karelischen. - Lars Gunnar Larsson (ed.), Lapponica et Uralica. 100 Jahre finnisch-ugrischer Unterricht an der Universität Uppsala. Studia Uralica Uppsaliensia 26: 83-98.
- Saarikivi, Janne 2004. Über das saamische Substratnamengut in Nordrußland und Finnland. - Finnisch-ugrische Forschungen 58: 162–234. Helsinki: Société Finno-Ougrienne.
- Sammallahti, Pekka (1998). The Saami Languages: an introduction. Kárášjohka: Davvi Girji OS. ISBN 82-7374-398-5
- Wahlberg, Mats (2003). «Samiska». Svenskt ortnamnslexikon [Dicionário das localidades suecas] (em sueco). Uppsala: Språk- och folkminnesinstitutet e Institutionen för nordiska språk vid Uppsala universitet. p. 12-13. 422 páginas. ISBN 91-7229-020-X